# Гриценя Олександр Анатолійович
Гриценя Олександр Анатолійович (28 вересня 1993 — 6 лютого 2023) — український військовик, молодший сержант Збройних сил України, учасник російсько-української війни.

## Життєпис
Олександр Гриценя народився 28 вересня 1993 року у с.м.т. Цумань. Разом з батьками у дитинстві переїхав у місто Роздільна.
З 2011 року служив у лавах Збройних Сил України, в в/ч А3009 у Сімферополі. У 2012 році отримав звання молодшого сержанта. Після закінчення строкової служби працював участковим у рідному селі. З 2015-ого року брав участь у Війні на сході України. Займав посаду старший розвідник, і посаду навідник у 130-ому окремому розвідувальному батальйоні. Після демобілізації мешкав у Роздільній. 
Після початку повномасштабного вторгнення Олександр Гриценя в числі перших пішов добровольцем у лави ЗСУ і ніс службу у складі 32-го реактивного артилерійського полку на посаді командира відділення взводу охорони, Роти охорони. На весні 2022 року разом з командиром взводу головним корабельним старшиною Олегом Голтвянським, та матросом Сергієм Сорокиним протягом двох місяців утримували позицію «Тартуга» (27 пост). 
06.02.2023 року на позиції «Кабан» молодший сержант Гриценя О.А. знищив з РПГ-7 ворожий танк, влучив у лісосмугу де знаходилась піхота росін, потім здійснив спробу влучити у ворожий БМП, але отримав вибухове уламкове ураження пахової ділянки, несумісне з життям.
Ціною свого життя захистив своїх побратимів і надав змогу протримати позицію до підходу резервів. Петиція щодо присвоєння Олександру Грицені почесного звання Герой України (посмертно) набрала більше ніж 25000 підписів. 